# Яблучненська сільська рада (Великописарівський район)
Я́блучненська сільська́ ра́да — колишній орган місцевого самоврядування в Великописарівському районі Сумської області. Адміністративний центр — село Яблучне.

## Загальні відомості
- Населення ради: 1 308 осіб (станом на 2001 рік)

## Географія
Яблучненська сільська рада розташовата у південній частині району і на півдні межує з Харківською областю.

## Населені пункти
Сільській раді підпорядковані населені пункти:
- с. Яблучне
- с. Веселе
- с. Майське

## Склад ради
Рада складається з 16 депутатів та голови.
- Голова ради:
- Секретар ради: Гавриленко Зоя Володимирівна

### Керівний склад попередніх скликань
| Прізвище, ім'я, по батькові | Основні відомості                                                                       | Дата обрання | Дата звільнення |
| --------------------------- | --------------------------------------------------------------------------------------- | ------------ | --------------- |
| Гавриленко Микола Якович    | Сільський голова, 1952 року народження, освіта вища, член Соціалістичної партії України | 26.03.2006   | 31.10.2010      |
| Гавриленко Микола Якович    | Сільський голова, 1952 року народження, освіта вища, безпартійний                       | 31.10.2010   | 29.12.2014      |

Примітка: таблиця складена за даними сайту Верховної Ради України